# Латарико
Латарико је насеље у Италији у округу Козенца, региону Калабрија.
Према процени из 2011. у насељу је живело 1557 становника. Насеље се налази на надморској висини од 415 м.

## Становништво
| 1951. | 1961. | 1971. | 1981. | 1991. | 2001. | 2011. |
| ----- | ----- | ----- | ----- | ----- | ----- | ----- |
| 4.683 | 3.886 | 3.636 | 3.885 | 4.160 | 4.184 | 4.058 |